# Minuskuł 5
Minuskuł 5 (wedle numeracji Gregory—Aland), δ 453 (von Soden) – rękopis Nowego Testamentu pisany minuskułą na pergaminie w języku greckim z XIII wieku. Przechowywany jest w Paryżu.

## Opis rękopisu
Kodeks zawiera tekst Nowego Testamentu (bez Apokalipsy), na 342 pergaminowych kartach (21 cm na 15,5 cm).
Tekst rękopisu pisany jest jedną kolumną na stronę, 29 linijek w kolumnie. Skryba pisał starannie, rękopis jest dekorowany.
Tekst Ewangelii dzielony jest według κεφαλαια (rozdziały) oraz według Sekcji Ammoniusza, których numery umieszczono na marginesie. Sekcje Ammoniusza opatrzone zostały odniesieniami do Kanonów Euzebiusza. Tekst Ewangelii zawiera τιτλοι (tytuły). Ponadto przed każdą z Ewangelii umieszczone zostały listy κεφαλαια (spis treści).

## Tekst
Grecki tekst Ewangelii reprezentuje mieszaną oraz bizantyjską tradycję tekstualną. Aland zaklasyfikował go do kategorii III oraz V (w Ewangeliach).

## Historia
Paleograficznie datowany jest na wiek XIII. Prawdopodobnym miejscem powstania jest Kalabria. Wykorzystany został przez Stefanusa w jego Editio Regia, w którym oznakowany został przy pomocy siglum δ'. Był badany przez Wettsteina oraz Scholza. Na listę rękopisów Nowego Testamentu wciągnął go Wettstein. Rękopis badał Paulin Martin.
Obecnie przechowywany jest we Francuskiej Bibliotece Narodowej (Gr. 106) w Paryżu.
Nie był cytowany w krytycznych wydaniach greckiego Novum Testamentum Nestle-Alanda (NA26, NA27). Wprowadzony został do aparatu krytycznego NA28.